# 拱廊

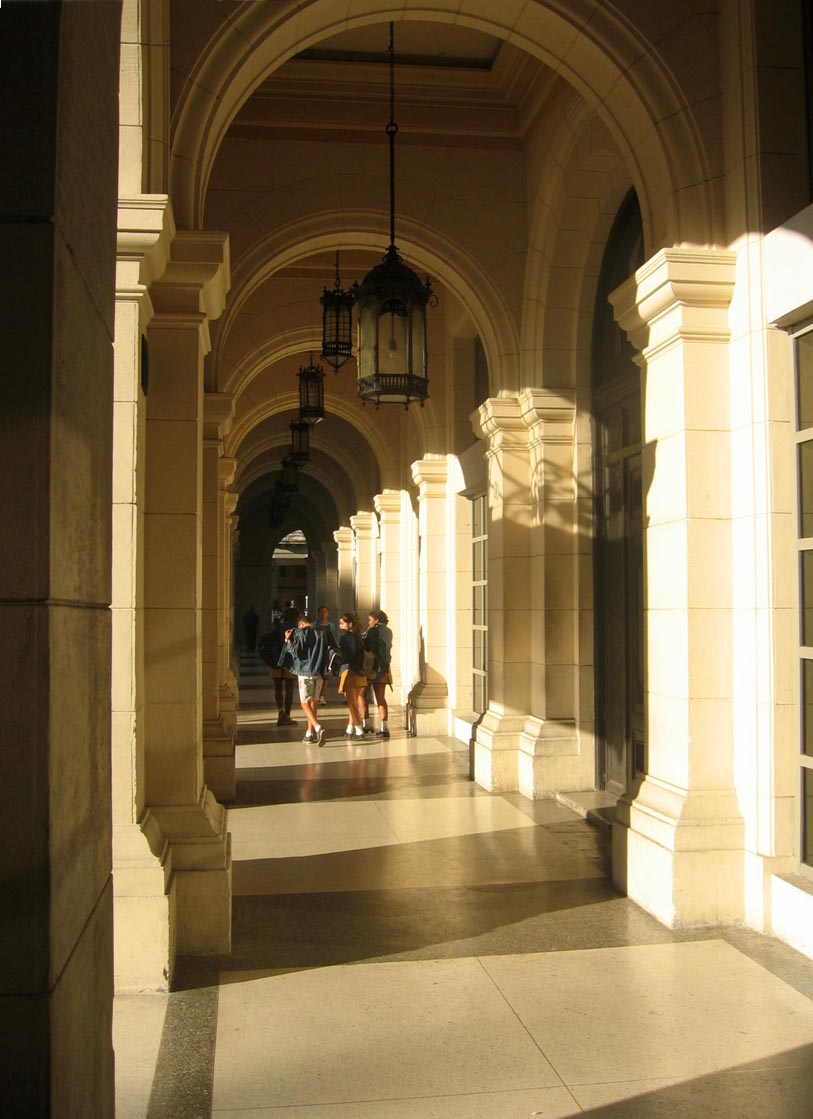
古巴哈瓦那的一處拱廊

拱廊（英語：Arcade）是指一種用柱子支撐，帶有拱頂的通道。

## 历史
英語中的拱廊一詞來自於法語。由於拱廊有不受外界日曬和風雨影響的優點，因此在許多國家，建有拱廊的建築都成為商店街。东亚和东南亚的騎樓是一種和拱廊類似的建築形式，但由於頂部並非拱頂，因此嚴密的說騎樓和拱廊並非相同的建築形式。